# Kistamási
Kistamási là một thị trấn thuộc hạt Baranya, Hungary. Thị trấn này có diện tích 4,38 km², dân số năm 2010 là 138 người, mật độ 32 người/km².